# Európa Liget
Az Európa Liget (vagy Európa Park) egy kis park, amely Budapest I. kerületében található, a Bécsi kapu, a budai Vár fala és a Hunfalvy utca határolja. 1972. szeptember 4-én nyitották meg a főváros centenáriuma és 29 európai főváros ez alkalomból megrendezett kongresszusa emlékére.
A fővárosok vezetői ekkor saját kezűleg ültettek el itt egy-egy olyan fát, amely jellemző saját országuk flórájára, és amely fa Magyarország klímáját is bírja. A fák előtt mészkőlapon az adományozó város neve olvasható. A park Hunfalvy utca felőli részén állt Kodály Zoltán egy szobra, amelyet Varga Imre alkotott 1982-ben. A szobrot, mivel az akkori helyén az állaga romlott, 2003-ban a Püspökkertbe helyezték át.
A Várban folyó építkezések a Püspökkertet is érintik. Ezért a szobrot – hosszú elzártság után – 2016-ban visszahelyezték az Európa Ligetbe, régi helyére.